# 名前のない花
「名前のない花」（なまえのないはな）は、日本のバンドPlastic Treeの19枚目のシングルである。2005年10月12日発売。発売元はJ-ROCK。

## 概要
- 3ヶ月連続シングル第1弾
- ジャケットサイズカレンダー4枚封入。

## 収録曲
1. 名前のない花
作詞：有村竜太朗、作曲：長谷川正、編曲：Plastic Tree
2. パラノイア
作詞：有村竜太朗、作曲：ナカヤマアキラ、編曲：Plastic Tree
3. 名前のない花 -Instrumental-
作曲：長谷川正、編曲：Plastic Tree

## 収録アルバム
オリジナル
- 『シャンデリア』（#1）

ベスト
- 『B面画報』（#2）

## タイアップ
- ポケメロJOYSOUND CMソング（#1）